# Rückkehr nach Las Sabinas
Rückkehr nach Las Sabinas (Originaltitel: Regreso a Las Sabinas) ist eine spanische Telenovela, die von der Produktionsfirma Diagonal TV im Auftrag der Walt Disney Company umgesetzt wurde. Die 70-teilige Telenovela wurde von Eulàlia Carrillo geschaffen. Ihre Uraufführung feierte die Telenovela am 2. September 2024 im Rahmen der 16. Ausgabe des Festival de Televisión de Vitoria-Gasteiz. Die Erstveröffentlichung der Telenovela durch Disney+ erfolgte am 11. Oktober 2024 mit den ersten fünf Episoden, gefolgt von der regulären Veröffentlichung, die zwischen dem 14. Oktober 2024 und dem 10. Januar 2025 stattfand, bei der jeweils von Montag bis Freitag eine neue Episode veröffentlicht wurde.

## Handlung
Viele Jahre sind ins Land gezogen, seit sich die Geschwister Molina das letzte Mal gesehen haben. Als sie von den zunehmenden gesundheitlichen Problemen ihres Vaters erfahren, kehren sie in ihre Heimatstadt Manterana zurück, um sich um ihn zu kümmern. Ihre ungeplante Rückkehr bedeutet jedoch auch, dass sie sich wieder mit dem Leben, den Beziehungen und den Menschen auseinandersetzen müssen, die sie eigentlich hinter sich zu lassen versucht hatten. Kaum haben sie einen Fuß auf den Boden des Familienanwesens Las Sabinas gesetzt, werden sie mit den Geschehnissen und Geheimnissen der Vergangenheit konfrontiert, die gravierende Auswirkungen auf die Leben der Geschwister und das ihres Umfeldes haben.

## Besetzung und Synchronisation
Die deutschsprachige Synchronisation entstand nach den Dialogbüchern von Laura Kuwawi, Elisabeth Staak, Angela Ringer, Birgit Kirberg, Ricarda Holztrattner, Sarah Méndez García, Ulrike Hanselle, Frank Felicetti, Nico Sablik, Maike Müller, Tanja Schmitz und Ila Panke sowie unter der Dialogregie von Iris Artajo, Anke Hillenbrand, Matthias Busch, Yamuna Kemmerling und Philipp Andreas Reinheimer durch die Synchronfirma ZOO Digital Germany in Berlin.
| Rolle                                                        | Schauspieler        | Synchronsprecher                                  |
| ------------------------------------------------------------ | ------------------- | ------------------------------------------------- |
| Gracia Molina Montalbo                                       | Celia Freijeiro     | Susanne Geier                                     |
| Paloma Molina Montalbo                                       | Olivia Molina       | Rubina Nath                                       |
| Emilio Molina                                                | Nancho Novo         | Hanns-Jörg Krumpholz                              |
| Laura Montalbo Villegas / Juana Siciliani / Carmen Siciliani | Ángela Molina       | Iris Artajo (1. Stimme) Agnes Hilpert (2. Stimme) |
| Miguel Larrea Mellado                                        | Andrés Velencoso    | Jaron Löwenberg                                   |
| Tano Larrea Mellado                                          | Miquel Fernández    | Johannes Raspe                                    |
| Francisca „Paca“ Utrera Orensanz                             | María Casal         | Sabine Falkenberg                                 |
| Esther Ruíz Utrera                                           | Natalia Sánchez     | Johanna von Gutzeit                               |
| Silvia Mellado                                               | Marta Calvó         | Sabina Trooger                                    |
| Alejandro „Álex“ Egea Duarte                                 | Raúl Mérida         | Julian Bloedorn                                   |
| Manuela                                                      | Julia Carnero       | Anna Grisebach                                    |
| Trinidad „Trini“                                             | Neus Sanz           | Marion Musiol                                     |
| Lucas Rivera Molina                                          | Roger Padilla       | Oliver Szerkus                                    |
| Julia Rivera Molina                                          | Jimena Silva        | Helena Raspe (1. Stimme) Celina Borko (2. Stimme) |
| Lucía Larrea                                                 | Mia Lardner         | Saskia Glück                                      |
| Guillermo Jiménez                                            | Alberto Lozano      | Christoph Banken                                  |
| Tomás                                                        | Jordi Coll          | Nicolás Artajo                                    |
| Richi                                                        | Francesc Cuéllar    | Jonas Lauenstein                                  |
| Pilar                                                        | Maria Ribera        | Isabelle Höpfner                                  |
| Pablo Núñez                                                  | Lolo Herrero        | Rainer Fritzsche                                  |
| Nati                                                         | Elena Vilaplana     | Harriet Kracht                                    |
| Daniel „Dani“                                                | Oriol Vila          | Bernhard Völger                                   |
| Carla Egea Duarte                                            | Berta Rabascall     | Maria Arnold                                      |
| Óscar Egea Duarte                                            | Jaume Madaula       | Marc Skanderberg                                  |
| Marisol Duarte                                               | Montse Guallar      | Ilona Schulz                                      |
| Antón Rivera                                                 | Marc Martínez       | Gerrit Hamann                                     |
| Elena Soto                                                   | Clàudia Cos         | Wicki Kalaitzi                                    |
| Nico Elejalde                                                | Roger Príncep       | Philipp Lind                                      |
| Eusébio                                                      | Cesc Gómez          | Tim Moeseritz                                     |
| Fabián                                                       | Joan Bentallé       | Rainer Doering                                    |
| Rebeca                                                       | Flora Saura         | Sonja Caterina Grenz                              |
| Wilson Rojas                                                 | Michael Batista     | David Brizzi                                      |
| Lourdes Villamil                                             | Agnès Romeu         | Magdalena Helmig                                  |
| Fidel                                                        | Kike Salgado        | Gabriel Merz                                      |
| Amparo                                                       | Isabel Rocatti      | Sonja Deutsch                                     |
| Lola                                                         | Èlia Corral         | Anke Hillenbrand                                  |
| Arana                                                        | Óscar Morell        | Marc Dresander                                    |
| Nora                                                         | Paula Fuentes       | Nina Schatton                                     |
| María Rubio Salcedo                                          | Thaïs Blume         | Leonie Dubuc                                      |
| Marcos Álvarez                                               | Jordi Llovet        | Georgios Tzitzikos                                |
| Blanca Diosdado                                              | Gabriela Flores     | Nina Machalz                                      |
| Sonia                                                        | Irina Dendiouk      | Sonja Caterina Grenz                              |
| Dr. Etxebarría                                               | Virginia Pizarro    | Franziska Endres                                  |
| Richterin                                                    | Àngels Magi         | Susanne Szell                                     |
| Notar                                                        | Juan Carlos Gustems | Martin Schubach                                   |

## Episodenliste
| Nr. | Deutscher Titel                   | Originaltitel                  | Erstveröffentlichung (Spanien) | Deutschsprachige Erstveröffentlichung (D/A/CH) |
| --- | --------------------------------- | ------------------------------ | ------------------------------ | ---------------------------------------------- |
| 1   | Gretel                            | Gretel⁠⁠                         | 11. Okt. 2024                  | 11. Okt. 2024                                  |
| 2   | Es gibt kein Vergessen            | No hay olvido                  | 11. Okt. 2024                  | 11. Okt. 2024                                  |
| 3   | All die Jahre                     | Todos estos años               | 11. Okt. 2024                  | 11. Okt. 2024                                  |
| 4   | Hintergedanken                    | Segundas intenciones           | 11. Okt. 2024                  | 11. Okt. 2024                                  |
| 5   | So nah, so fern                   | Tan lejos, tan cerca           | 11. Okt. 2024                  | 11. Okt. 2024                                  |
| 6   | Zwischen Leben und Tod            | Entre la vida y la muerte      | 14. Okt. 2024                  | 14. Okt. 2024                                  |
| 7   | Was man mit Geld kaufen kann      | Lo que el dinero puede comprar | 15. Okt. 2024                  | 15. Okt. 2024⁠⁠                                  |
| 8   | Wenn einer nicht sehen kann       | Cuando uno no sabe ver         | 16. Okt. 2024                  | 16. Okt. 2024                                  |
| 9   | Verborgene Leidenschaften         | Pasiones ocultas               | 17. Okt. 2024                  | 17. Okt. 2024                                  |
| 10  | Die Entscheidung                  | La decisión                    | 18. Okt. 2024                  | 18. Okt. 2024                                  |
| 11  | Erpressung                        | Chantaje                       | 21. Okt. 2024                  | 21. Okt. 2024⁠⁠                                  |
| 12  | Durch des anderen Augen           | La mirada del otro             | 22. Okt. 2024                  | 22. Okt. 2024                                  |
| 13  | Ertränkte Sorgen                  | Ahogar las penas               | 23. Okt. 2024                  | 23. Okt. 2024                                  |
| 14  | Unser Platz                       | Nuestro lugar                  | 24. Okt. 2024                  | 24. Okt. 2024                                  |
| 15  | Zweite Chancen                    | Segundas oportunidades         | 25. Okt. 2024                  | 25. Okt. 2024                                  |
| 16  | Abschiede                         | Despedidas                     | 28. Okt. 2024                  | 28. Okt. 2024                                  |
| 17  | Ein Brautkleid                    | Un vestido de novia            | 29. Okt. 2024⁠⁠                  | 29. Okt. 2024⁠⁠⁠⁠                                  |
| 18  | Ja, ich will?                     | ¿Sí, quiero?                   | 30. Okt. 2024                  | 30. Okt. 2024                                  |
| 19  | Pakt                              | Pacto                          | 31. Okt. 2024                  | 31. Okt. 2024                                  |
| 20  | Alles, was glänzt                 | Todo lo que reluce             | 1. Nov. 2024                   | 1. Nov. 2024                                   |
| 21  | Ein schlechter Mensch             | Una mala persona               | 4. Nov. 2024                   | 4. Nov. 2024                                   |
| 22  | Alle leugnen etwas                | Todos niegan                   | 5. Nov. 2024                   | 5. Nov. 2024                                   |
| 23  | Vertrauen                         | Confianza                      | 6. Nov. 2024                   | 6. Nov. 2024                                   |
| 24  | Viral                             | Viral                          | 7. Nov. 2024                   | 7. Nov. 2024                                   |
| 25  | Von Eltern und Kindern            | De padres e hijos              | 8. Nov. 2024                   | 8. Nov. 2024                                   |
| 26  | Wird euch die Wahrheit befreien?  | ¿La verdad os hará libres?     | 11. Nov. 2024                  | 11. Nov. 2024                                  |
| 27  | Wenn alles zerbricht              | Cuando todo se rompe           | 12. Nov. 2024                  | 12. Nov. 2024                                  |
| 28  | Schlechte Einflüsse               | Malas influencias              | 13. Nov. 2024                  | 13. Nov. 2024                                  |
| 29  | Lucas                             | Lucas                          | 14. Nov. 2024⁠⁠                  | 14. Nov. 2024⁠⁠⁠⁠                                  |
| 30  | Geheimnisse und Lügen             | Secretos y mentiras            | 15. Nov. 2024                  | 15. Nov. 2024                                  |
| 31  | Das Kartenhaus                    | Castillo de naipes             | 18. Nov. 2024                  | 18. Nov. 2024                                  |
| 32  | Ein Geist aus der Vergangenheit   | Un fantasma del pasado         | 19. Nov. 2024                  | 19. Nov. 2024⁠⁠                                  |
| 33  | Aus der Welt der Toten            | De entre los muertos           | 20. Nov. 2024                  | 20. Nov. 2024                                  |
| 34  | Lügen, hassen, lieben             | Mentir, odiar, amar            | 21. Nov. 2024                  | 21. Nov. 2024                                  |
| 35  | Das Joch                          | El yugo                        | 22. Nov. 2024                  | 22. Nov. 2024                                  |
| 36  | Das Gift und der Teich            | El veneno y la balsa           | 25. Nov. 2024                  | 25. Nov. 2024                                  |
| 37  | Der Weg der Vergebung             | Por el camino del perdón       | 26. Nov. 2024                  | 26. Nov. 2024                                  |
| 38  | Die Rückkehr                      | El regreso                     | 27. Nov. 2024                  | 27. Nov. 2024⁠⁠                                  |
| 39  | Auferstehung                      | Resurrección                   | 28. Nov. 2024                  | 28. Nov. 2024                                  |
| 40  | Zutiefst erschüttert              | Sacudir los cimientos          | 29. Nov. 2024                  | 29. Nov. 2024                                  |
| 41  | Die verlorenen Jahre              | Los años perdidos              | 2. Dez. 2024                   | 2. Dez. 2024                                   |
| 42  | Das Grab                          | La tumba                       | 3. Dez. 2024                   | 3. Dez. 2024                                   |
| 43  | Wiedergutmachung                  | Enmendar los errores           | 4. Dez. 2024                   | 4. Dez. 2024                                   |
| 44  | Gift                              | Veneno                         | 5. Dez. 2024                   | 5. Dez. 2024                                   |
| 45  | Liebe und Tod                     | Amor y muerte                  | 6. Dez. 2024                   | 6. Dez. 2024                                   |
| 46  | Geht hin in Frieden               | Id en paz                      | 9. Dez. 2024                   | 9. Dez. 2024                                   |
| 47  | Familie                           | Familia                        | 10. Dez. 2024                  | 10. Dez. 2024                                  |
| 48  | Lebwohl sagen                     | Decir adios                    | 11. Dez. 2024                  | 11. Dez. 2024                                  |
| 49  | So ähnlich wie Glück              | Algo parecido a la felicidad   | 12. Dez. 2024                  | 12. Dez. 2024                                  |
| 50  | In guten wie in schlechten Zeiten | En la salud y en la enfermedad | 13. Dez. 2024                  | 13. Dez. 2024                                  |
| 51  | Der Tag danach                    | El día después                 | 16. Dez. 2024                  | 16. Dez. 2024                                  |
| 52  | Misstrauen                        | Desconfianza                   | 17. Dez. 2024                  | 17. Dez. 2024                                  |
| 53  | Spuren auf der Haut               | Las marcas en la piel          | 18. Dez. 2024                  | 18. Dez. 2024                                  |
| 54  | Was niemand sieht                 | Lo que no se ve                | 19. Dez. 2024                  | 19. Dez. 2024                                  |
| 55  | Deine Kälte                       | Tu frialdad                    | 20. Dez. 2024                  | 20. Dez. 2024                                  |
| 56  | Wer bist du?                      | ¿Quién eres?                   | 23. Dez. 2024                  | 23. Dez. 2024                                  |
| 57  | Die Bande zwischen uns            | Los lazos que nos unen         | 24. Dez. 2024                  | 24. Dez. 2024                                  |
| 58  | Sie sind keine Kinder mehr        | Ya no son niños                | 25. Dez. 2024                  | 25. Dez. 2024                                  |
| 59  | Von innen zerfressen              | Devorados por dentro           | 26. Dez. 2024                  | 26. Dez. 2024                                  |
| 60  | Das Ende der Lüge                 | El fin de la mentira           | 27. Dez. 2024                  | 27. Dez. 2024                                  |
| 61  | Karten auf den Tisch              | Cartas sobre la mesa           | 30. Dez. 2024                  | 30. Dez. 2024                                  |
| 62  | Das Messer und der Stein          | La navaja y la piedra          | 31. Dez. 2024                  | 31. Dez. 2024                                  |
| 63  | Vor dem Sturm                     | Antes de la tormenta           | 1. Jan. 2025                   | 1. Jan. 2025                                   |
| 64  | Ein neues Kapitel                 | Pasar página                   | 2. Jan. 2025                   | 2. Jan. 2025                                   |
| 65  | Die Mutter                        | La madre                       | 3. Jan. 2025                   | 3. Jan. 2025                                   |
| 66  | Monster                           | Monstruos                      | 6. Jan. 2025                   | 6. Jan. 2025                                   |
| 67  | Schwacher Trost                   | Difícil consuelo               | 7. Jan. 2025                   | ⁠7. Jan. 2025                                   |
| 68  | Unsere Dämonen                    | Nuestros demonios              | 8. Jan. 2025                   | 8. Jan. 2025                                   |
| 69  | Fahrwasser                        | A la deriva                    | 9. Jan. 2025                   | 9. Jan. 2025                                   |
| 70  | Gracia und Miguel                 | Gracia y Miguel                | 10. Jan. 2025                  | 10. Jan. 2025                                  |